# Kněždub
Kněždub (in tedesco Kniezdub) è un comune della Repubblica Ceca facente parte del distretto di Hodonín, in Moravia Meridionale.